# Hydraena morio
Hydraena morio är en skalbaggsart som beskrevs av Ernst Hellmuth von Kiesenwetter 1849. Hydraena morio ingår i släktet Hydraena och familjen vattenbrynsbaggar. Inga underarter finns listade i Catalogue of Life.